# Allium gypsaceum
Allium gypsaceum là một loài thực vật có hoa trong họ Amaryllidaceae. Loài này được Popov & Vved. mô tả khoa học đầu tiên năm 1924.